# Чешский денарий

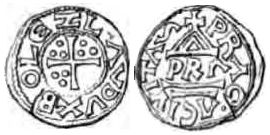
Чешский денарий, Болеслав I Грозный

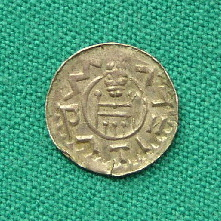
Денарий Вратислава II

Чешский или богемский денарий (динарий, динар) — чешская серебряная монета, чеканившаяся с середины X века. Непосредственное влияние на её выпуск оказала денежная система Каролингов.

## История
Выпуск первых денариев на территории Чехии начинается примерно в 955 году во время правления Болеслава I (935—972 гг.). За основу была взята денежная система Каролингов, принятая в 781 году Карлом Великим.
Первые денарии имели очень простой и непритязательный внешний вид. На одной стороне нанесено имя князя BOLESLAV DUX (князь Болеслав), на другой — обозначение монетного двора PRAGA CIVITAS (город Прага). Монеты содержали весьма простые стилизованные изображения: храм, мечи, руки и другие символы. С XI века на денариях стали появляться изображения Св. Вацлава. А в первой половине XII века чеканились самые красивые из всех выпусков, на которых были уже не примитивные схемы, а более сложные изображения различных христианских символов, образы монаха и т. д. Вес и размер монет в разное время имели разные значения (вес — от 0,7 до 1,5 г.; диаметр — от 16 до 20 мм).
Примерно в 1000 году, во время кризиса, быстрая смена правителей и раздоры очень сильно ослабили экономику чешского государства, что не могло не отразиться на денежной системе. Вследствие чего денарий теряет статус коммерческой монеты и используется в качестве валюты на внутреннем рынке. После этого содержание серебра в монете уменьшается с каждым новым выпуском.
Последние двусторонние денарии чеканились в начале XIII века, на смену им в 1210 году пришли односторонние монеты — брактеаты, по ценности равные денариям.

## Периоды чеканки и обозначения правителя на денариях
- Болеслав I Грозный (Boleslav I) (935—972) — BOLESLAV DVX
- Болеслав II Благочестивый (Boleslav II) (972—999) — BOLESLAV
- Болеслав III Рыжий (Boleslav III) (999—1002) — BOLESLAV DVX
- Владивой (Vladivoj) (1002—1003) — VLADIVOI DVX
- Болеслав Храбрый (Boleslav Chrabrý) (1003—1004) — имя на монетах не размещалось
- Яромир (Jaromír) (1003, 1004—1012, 1033—1034) — IAROMIR
- Ольдржих (Oldřich) (1012—1033, 1034) — ODALRICVS DVX
- Бржетислав I (Břetislav I) (1035—1055) — BRACISLAV
- Спытигнев II (Spytihněv II) (1055—1061) — SPITIHNEV
- Вратислав II (Vratislav II) (1061—1092) — WRATISLAVS (с 1086 г. король)
- Бржетислав II Младший (Břetislav II) (1092—1100) — BRACISLAVS
- Борживой II (Bořivoj II) (1101—1007, 1017—1020) — BORIWOI
- Святополк (Svatopluk) (1107—1109) — SVATOVPVLC
- Владислав I (Vladislav I) (1109—1118, 1120—1125) — WLADISLAVS
- Собеслав I (Soběslav I) (1125—1140) — SOBESLAVS
- Владислав II (Vladislav II) (1140—1174) — WLADISLAVS (c 1158 король)
- Фридрих или Бедржих (Bedřich) (1172—1173, 1178) — FRIDRICVS DVX
- Собеслав II (Soběslav II) (1173—1178) — SOBESLAV DVX
- Конрад II Ота (Konrád II Ota) (1189—1191) — CONRADVS DVX
- Вацлав (Венцеслав) II (Václav II) (1191—1192) -
- Генрих Бржетислав III (Jindřich Břetislav) (1193—1197) -
- Владислав Йиндржих (Vladislav Jindřich) (1197) -
- Пржемысл Отакар (Оттокар) I (Přemysl Otakar I) (1192—1193, 1197—1210) — PREMISLAVS DVX / OTACARVS REX